# Moschny
Moschny (ukrainisch Мошни; russisch Мошны) ist ein Dorf in der ukrainischen Oblast Tscherkassy am Fluss Wilschanka mit etwa 4500 Einwohnern (2021).

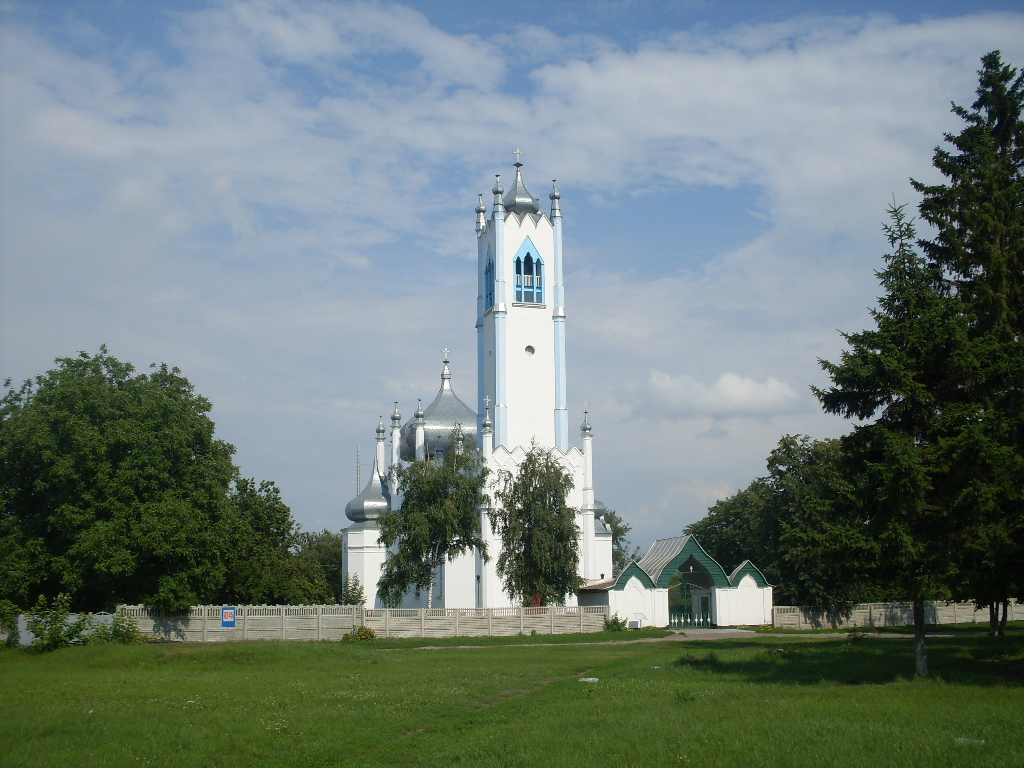
Kirche der Verklärung aus dem 19. Jahrhundert

Das Dorf erhielt im Jahre 1592 die Stadtrechte, die es im Laufe der Zeit aber wieder einbüßte. Zwischen 1930 und 1950 hieß das Dorf Dudnyzke. Es liegt im Westen des Rajon Tscherkassy an der Regionalstraße P–12 30 km nordwestlich von Tscherkassy. Im Dorf befand sich ein Schloss des russischen Feldmarschalls und Politikers Michail Semjonowitsch Woronzow, das 1919 zerstört wurde. Der dazugehörige Park ist erhalten.

## Persönlichkeiten
Im Dorf wurde 1864 der russischen Maler und Illustrator Michail Michailowitsch Jarowoi und 1902 der ukrainisch-sowjetische Politiker Mychajlo Hretschucha geboren.

## Verwaltungsgliederung
Am 12. Juni 2020 wurde das Dorf zum Zentrum der neugegründeten Landgemeinde Moschny (Мошнівська сільська громада/Moschniwska silska hromada). Zu dieser zählen auch die 12 in der untenstehenden Tabelle aufgelistetenen Dörfer sowie die Ansiedlung Sakrewky, bis dahin bildete es die gleichnamige Landratsgemeinde Moschny (Мошнівська сільська рада/Moschniwska silska rada) im Nordwesten des Rajons Tscherkassy.
Folgende Orte sind neben dem Hauptort Moschny Teil der Gemeinde:
| Name                     | Name                 | Name                                            |
| ukrainisch transkribiert | ukrainisch           | russisch                                        |
| ------------------------ | -------------------- | ----------------------------------------------- |
| Bajbusy                  | Байбузи              | Байбузы (Baibusy)                               |
| Beresnjaky               | Березняки            | Березняки (Beresnjaki)                          |
| Chreschtschatyk          | Хрещатик             | Крещатик (Kreschtschatik)                       |
| Huta Meschyrizka         | Гута Межиріцька      | Гута Межиречская (Guta Meschiretschskaja)       |
| Huta Stanislawtschyzka   | Гута Станіславчицька | Гута Станиславчицкая (Guta Stanislawtschizkaja) |
| Jasnosirja               | Яснозір’я            | Яснозорье (Jasnosorje)                          |
| Kumejky                  | Кумейки              | Кумейки (Kumeiki)                               |
| Perwomajske              | Первомайське         | Первомайское (Perwomaiskoje)                    |
| Sakrewky                 | Закревки             | Закревки (Sakrewki)                             |
| Schelepuchy              | Шелепухи             | Шелепухи (Schelepuchi)                          |
| Sofijiwka                | Софіївка             | Софиевка (Sofijewka)                            |
| Stanislawtschyk          | Станіславчик         | Станиславчик (Stanislawtschik)                  |
| Tubilzi                  | Тубільці             | Тубольцы (Tubolzy)                              |